# News (Zeitschrift)

Logo der Zeitschrift

Die Zeitschrift News ist ein österreichisches Wochenmagazin. Es wurde 1992 von Wolfgang Fellner gegründet. Der aktuelle Herausgeber ist Horst Pirker.

## Geschichte
Der Erfolg der Zeitschrift beruhte auf den mit Grafiken und Schautafeln angereicherten Enthüllungsstorys und Exklusivberichten.
Angespornt durch den guten Absatz, den die Zeitschrift in Österreich fand, gründeten die Brüder Fellner verschiedene Spin-offs wie das Wochenmagazin Format, die Multimedia-Illustrierte e-media, das TV-Magazin TV-MEDIA oder die Frauenzeitschrift Woman.
Wolfgang Fellner und sein Bruder Helmuth zogen sich in den 2000er Jahren langsam aus dem redaktionellen Bereich zurück und halten nur noch Minderheitenanteile an der von ihnen gegründeten Zeitungsgruppe. 2001 übernahm die News-Gruppe die im gleichen Verlag erscheinenden traditionsreichen Zeitschriften profil und Trend. Im Juni 2002 löste Rudolf Klausnitzer den Gründer Helmuth Fellner als Vorsitzenden der Geschäftsführung und Generaldirektor des Verlags ab. Mit August 2003 zog sich auch Wolfgang Fellner aus dem operativen Geschäft zurück. 
Anfang 2006 schied Klausnitzer aus der Geschäftsführung aus und wechselte in den Beirat. Zu seinem Nachfolger wurde Oliver Voigt, zuvor Geschäftsführer von G + J Polen, ernannt. Mit Jahresende 2010 schied Voigt aus dem Unternehmen aus und wurde Mitte Februar 2011 durch Matthias Schönwandt ersetzt. 
Nach nur dreieinhalb Monaten trennte sich das Unternehmen einvernehmlich per Ende Mai 2011 von Schönwaldt. Der Hintergrund seien „interne Vorgänge, die mit den bestehenden Richtlinien des Hauptgesellschafters der News Gruppe, der Gruner + Jahr AG, nicht vereinbart sind“, gewesen. Axel Bogocz war bis Mai 2014 CEO. Aktueller COO ist Ekkehard Veser.
Die Brüder Fellner brachten 2006 mit Österreich eine neue Tageszeitung auf den Markt, die sich ähnlicher journalistischer Methoden bedient wie News. Darüber entbrannte ein heftiger Konflikt mit den derzeitigen Mehrheitseigentümern von News.
Im Februar 2011 wurde bekannt, dass die Auflagenzahl über Jahre hinweg manipuliert wurde. Demnach wurden gegenüber der ÖAK durchschnittlich elf Prozent der Verkaufsauflage beschönigt. Die ÖAK kündigte daraufhin eine Sonderprüfung bei News an.
Von 2015 bis Jänner 2017 war Eva Weissenberger Chefredakteurin. Esther Mitterstieler war ab Februar 2015 als Mitglied der Chefredaktion für das Ressort Wirtschaft verantwortlich. Ab April 2015 war Julia Ortner stellvertretende Chefredakteurin und Politikchefin. 
Eva Weissenberger verließ die Zeitschrift mit Ende Jänner 2017, als Chefredakteurin folgte ihr Esther Mitterstieler nach. Mit Weissenberger verließ auch ihre Stellvertreterin Julia Ortner das Magazin. Anfang Dezember 2018 wurde bekannt, dass Mitterstieler mit Jahresende aus der Verlagsgruppe News ausscheidet. Ihr folgte Kathrin Gulnerits als Chefredakteurin nach.
CEO ist seit Juni 2014 Horst Pirker, der im Sommer 2016 über eine Gesellschaft die Mehrheit an der Verlagsgruppe News übernahm. In den Jahren 2014 und 2015 wurden etwa fünf Millionen Euro Verlust geschrieben und bis Ende 2016 sollten 80 bis 100 der damals rund 500 Mitarbeiter abgebaut werden.
Die Verkaufszahlen sind seit Jahren sinkend. Im 2. Halbjahr 2021 bezifferte die Österreichische Auflagenkontrolle (ÖAK) die verkaufte Auflage von NEWS mit unter 39.000 Stück, was einem Rückgang von rund 15 Prozent gegenüber dem Vorjahreszeitraum entspricht.

## Inhalt
Die freitags (bis April 2017 samstags) erscheinende Zeitschrift behandelt vor allem die Themen Politik und Leute (Klatsch). Zu den Nebenrubriken zählen Wirtschaft, Sport, Kultur, Mode, Auto und seit einiger Zeit auch Wissenschaft. Als Beilage gibt es des Öfteren Sonderhefte zu verschiedenen Themen.
Während der 1990er Jahre zählte News zu den führenden Reportagemagazinen, seit der Jahrtausendwende wurde der Politikteil zugunsten boulevardjournalistischer Themen aber stärker eingeschränkt und trivialisiert. Nach der Übernahme des Nachrichtenmagazins Profil durch die News-Gruppe wurden politische Hintergrundgeschichten weitgehend ins Schwesterblatt verlagert.
Seitdem stehen zunehmend Society-Themen und Prominenten-Geschichten im Zentrum der Berichterstattung. Neben regelmäßigen Rankings (zum Beispiel Die 1.000 wichtigsten Österreicher oder Die 100 besten Biere Österreichs) und großangelegten Meinungsumfragen bietet News eine allwöchentliche Titelgeschichte aus wechselnden Themenbereichen.
Der Investigativjournalist Kurt Kuch brachte für News unter anderem Details und Hintergründe zur Causa Hypo Alpe Adria, zur Telekom-Affäre, BUWOG-Affäre und Eurofighter-Affäre ans Tageslicht. 2013 veröffentlichte Kuch in News aus den Offshore-Leaks-Datensätzen Informationen über Briefkastenfirmen von Herbert Stepic, der bald darauf von seiner Funktion als Vorstandsvorsitzender der Raiffeisen International zurücktrat.
Von 1992 bis März 2015 veröffentlichte Manfred Deix jede Woche einen Cartoon in der Zeitschrift.
Anschließend zeichnete bis Jänner 2017 Michael Pammesberger für das Magazin, seit Februar 2017 zeichnet Gerhard Haderer für die Zeitschrift.

## Verlagsgruppe News

Eigentumsverhältnisse der Verlagsgruppe News, Stand April 2008

Die Verlagsgruppe News G.m.b.H. wurde 1992 zusammen mit der Zeitschrift News gegründet. Das Unternehmen befand sich ab 1998 bis zum Sommer 2016 zu 56 % im Eigentum der Bertelsmann-Tochter Gruner + Jahr. Der in Mehrheitseigentum der Raiffeisen-Gruppe stehende Kurier-Verlag hielt 25,3 % der Anteile, die Blattgründer Wolfgang Fellner und Helmuth Fellner 18,7 % (Stand 2010). Im Sommer 2016 ging die Mehrheit an der Verlagsgruppe vom deutschen Verlag Gruner + Jahr auf den österreichischen Medienmanager Horst Pirker über.
Zur News-Gruppe gehören auch die Zeitschriften Profil, Trend, Woman, Bühne, Autorevue, Yachtrevue, Golfrevue, Lust aufs Leben, Gusto, e-media und TV-MEDIA. Über das Verlagshaus Mediaprint ist die News-Gruppe wirtschaftlich mit den auflagestarken Tageszeitungen Kronen Zeitung und Kurier verflochten.

## Mietaffäre
Ende September 2011 wurde vom ehemaligen Wiener ÖVP-Vizebürgermeisters Bernhard Görg der Vorwurf erhoben, der österreichische Bundeskanzler Werner Faymann habe sich in seiner Zeit als Wiener Wohnbaustadtrat positive Berichterstattung von News erkaufen wollen, indem eine fast dreifach überhöhte Miete in Höhe von 2,7 Millionen Euro (auf zwölf Jahre im Voraus bezahlt) an News bezahlt worden war. Faymann war als Wohnbaustadtrat für das städtische Unternehmen Wohnservice Wien zuständig, das sich im Jahr 2000 in den Generali Media Tower einmietete.